# Tetramorium nitidissimum
Tetramorium nitidissimum är en myrart som beskrevs av Bohdan Pisarski 1967. Tetramorium nitidissimum ingår i släktet Tetramorium och familjen myror. Inga underarter finns listade i Catalogue of Life.